# 아르헨티나 U-20 축구 국가대표팀
아르헨티나 U-20 축구 국가대표팀은 아르헨티나를 대표하는 20세 이하 축구 국가대표팀으로 현재 FIFA U-20 월드컵 최다 우승국이다.
디에고 마라도나(1979년 대회), 후안 로만 리켈메(1997년 대회), 막시 로드리게스(2001년 대회), 리오넬 메시(2005년 대회), 앙헬 디 마리아(2007년 대회), 세르히오 아궤로(2007년 대회), 라우타로 마르티네스(2017년 대회) 등 걸출한 스타 플레이어의 산실이다.

## 국제 대회 경력

### FIFA U-20 월드컵
FIFA U-20 월드컵 본선에는 모두 16번 출전하여 이 중 6번의 대회(1979, 1995, 1997, 2001, 2005, 2007)에서 우승컵을 들어올렸고 1983년 대회에서는 준우승을 차지하는 등 현재까지도 FIFA U-20 월드컵 최다 우승 타이틀을 가지고 있지만 2007년 대회 우승 이후 4번의 대회에서는 조별리그에서 탈락하거나 16강 혹은 8강에서 탈락하는 등 이렇다할 성과를 거두지 못하고 있다. 

### CONMEBOL U-20 축구 선수권 대회
남미 U-20 대회에는 27번 출전하여 5번의 대회에서 우승 트로피를 들어올렸고 7번의 대회에서는 준우승을 차지했으며 8번의 대회에서는 3위에 입상하는 등 20번의 대회에서 4강 이상의 성적을 거두었다.

## 팀 기록

### 월드컵 기록
| 연도   | 결과      | 경기      | 승        | 무        | 패        | 득점      | 실점      |           |
| ------ | --------- | --------- | --------- | --------- | --------- | --------- | --------- | --------- |
| 1977년 | 불참      | 불참      | 불참      | 불참      | 불참      | 불참      | 불참      | 불참      |
| 1979년 | 우승      | 6         | 6         | 0         | 0         | 20        | 2         |           |
| 1981년 | 조별 리그 | 3         | 1         | 1         | 1         | 3         | 3         |           |
| 1983년 | 준우승    | 6         | 5         | 0         | 1         | 13        | 2         |           |
| 1985년 | 예선 탈락 | 예선 탈락 | 예선 탈락 | 예선 탈락 | 예선 탈락 | 예선 탈락 | 예선 탈락 | 예선 탈락 |
| 1987년 | 예선 탈락 | 예선 탈락 | 예선 탈락 | 예선 탈락 | 예선 탈락 | 예선 탈락 | 예선 탈락 | 예선 탈락 |
| 1989년 | 8강       | 3         | 1         | 0         | 3         | 3         | 4         |           |
| 1991년 | 조별 리그 | 3         | 1         | 0         | 2         | 2         | 6         |           |
| 1993년 | 실격      | 실격      | 실격      | 실격      | 실격      | 실격      | 실격      | 실격      |
| 1995년 | 우승      | 6         | 5         | 0         | 1         | 12        | 3         |           |
| 1997년 | 우승      | 6         | 5         | 0         | 1         | 15        | 7         |           |
| 1999년 | 8강       | 4         | 1         | 1         | 2         | 1         | 5         |           |
| 2001년 | 우승      | 6         | 6         | 0         | 0         | 27        | 4         |           |
| 2003년 | 4위       | 6         | 4         | 0         | 2         | 12        | 8         |           |
| 2005년 | 우승      | 6         | 5         | 0         | 1         | 12        | 5         |           |
| 2007년 | 우승      | 6         | 5         | 1         | 0         | 16        | 2         |           |
| 2009년 | 예선 탈락 | 예선 탈락 | 예선 탈락 | 예선 탈락 | 예선 탈락 | 예선 탈락 | 예선 탈락 | 예선 탈락 |
| 2011년 | 8강       | 5         | 3         | 2         | 0         | 6         | 1         |           |
| 2013년 | 예선 탈락 | 예선 탈락 | 예선 탈락 | 예선 탈락 | 예선 탈락 | 예선 탈락 | 예선 탈락 | 예선 탈락 |
| 2015년 | 조별 리그 | 3         | 0         | 2         | 1         | 4         | 5         |           |
| 2017년 | 조별 리그 | 3         | 1         | 0         | 2         | 6         | 5         |           |
| 합계   | 14/19     | 70        | 48        | 6         | 15        | 146       |           |           |

## 역대 감독
| 감독                | 임기        |
| ------------------- | ----------- |
| 하비에르 마스체라노 | 2022 ~ 2024 |